# Malarian pelko
Malarian pelko ist das erste Studioalbum des finnischen Rappers Paperi T. Es erschien am 17. April 2015 über das Label Johanna Kustannus veröffentlicht. Es stieg auf Platz 1 der finnischen Albumcharts ein. Die Stücke Sä jätät jäljen, Resnais, Beefheart & Aalto und Elokuva wurden jeweils als Single veröffentlicht, dazu wurden auch Videos gedreht. In Deutschland ist das Album als Download erhältlich.

## Titelliste
| #   | Titel                      | Länge |
| --- | -------------------------- | ----- |
| 1.  | Mainstream-solo            | 4:15  |
| 2.  | Surullisen näköiset naiset | 4:07  |
| 3.  | Stevie Nicks               | 3:38  |
| 4.  | & Hendricks                | 4:01  |
| 5.  | Jumalan peili              | 3:43  |
| 6.  | Tapa                       | 2:28  |
| 7.  | Sanat                      | 4:59  |
| 8.  | Sä jätät jäljen            | 3:22  |
| 9.  | Elokuva                    | 3:14  |
| 10. | Resnais, Beefheart & Aalto | 3:18  |